# Мост Штефаника
Мост Штефаника или Штефаников мост (чеш. Štefánikův most) — мост через Влтаву в Праге.

## Расположение
Соединяет улицу Революции, являющуюся границей между пражскими историческими правобережными районами Старе-Место и Нове-Место (Прага 1), с левобережным районом Летна (Прага 7) и перенаправляет автотранспорт в Летенский тоннель.
На левом берегу рядом с мостом расположен парк Летенские сады.
Выше по течению находится Чехув мост, ниже — Главкув мост.

## Название
Ещё на этапе проекта мост получил название Швермов мост (чеш. Švermův most), в честь коммунистического деятеля, известного журналиста Яна Швермы. В 1997 г. мост был переименован в Штефаников, в честь Милана Штефаника, словацкого астронома, политика, видного деятеля словацкого национального движения.

## История
Построен в 1949—1951 гг. взамен подвесного моста Франца Иосифа, сооружённого в 1868 году. Проект был разработан инженерами В.Гофманом, О. Ширцем (чеш. Oldřich Širc) и В. Дацеком (чеш. Václav Dašek).
В 2007 году проведена реконструкция моста.

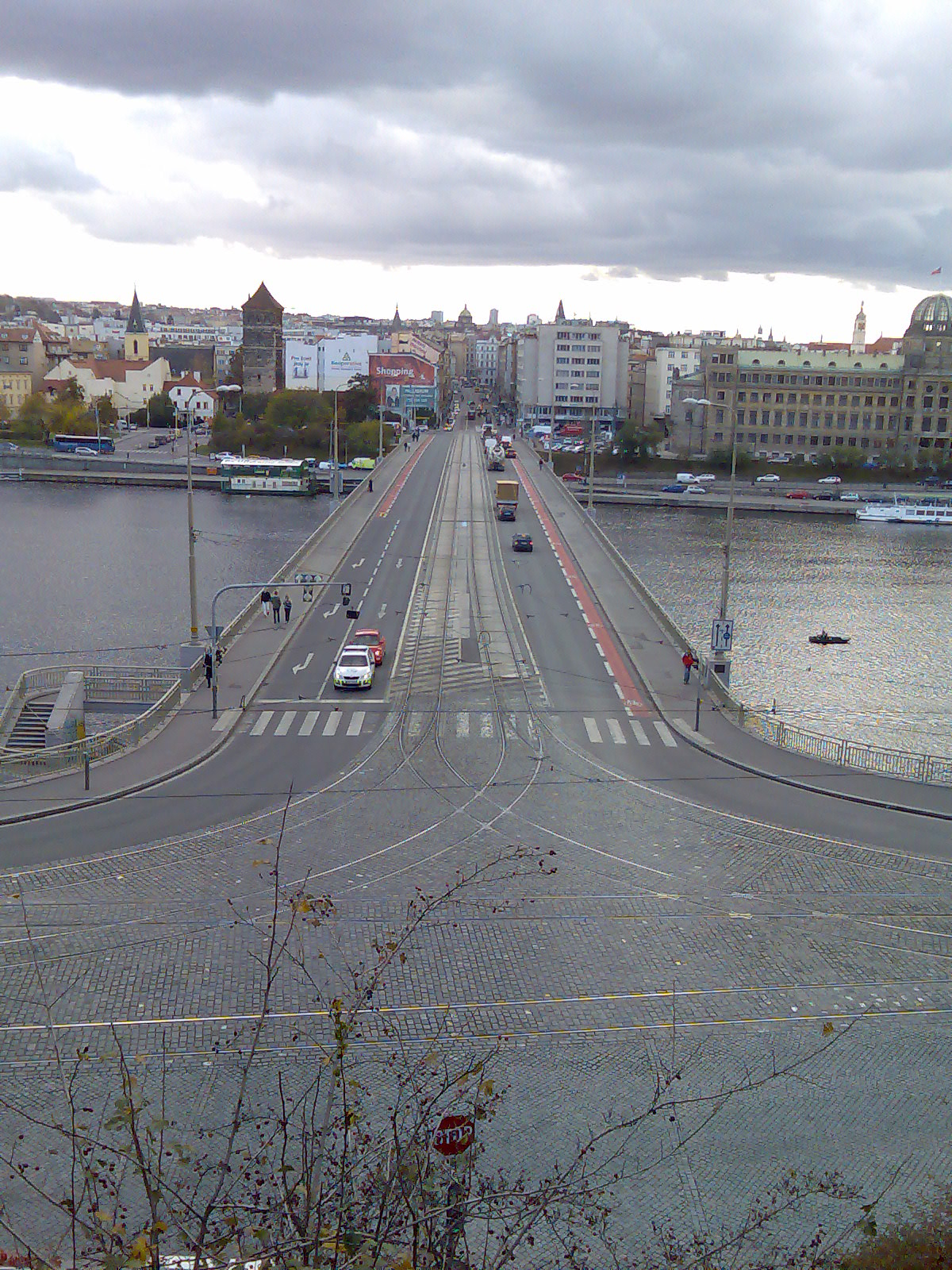
Вид моста со стороны Летенского туннеля

## Конструкция
Мост представляет собой трёхпролётное железобетонное арочное сооружение с ездой поверху и двумя путепроводами транспортной развязки на обоих берегах Влтавы. Разбивка на пролеты 58,8 + 64,4 + 65,1 м. Длина моста составляет182 м (263 м с подходами), ширина — 24 м. В поперечном сечении пролетное строение состоит из трех сегметных арок шириной 5,8 м, расположенных на расстоянии 2,5 м друг от друга, и двух консолей шириной 1 м для тротуаров.
Мост предназначен для движения трамваев, автотранспорта и пешеходов. Проезжая часть включает в себя 3 полосы для движения автотранспорта, 2 трамвайных пути и велодорожку. Покрытие проезжей части и тротуаров — асфальтобетон. Перильное ограждение металлическое простого рисунка.